# Спектральна серія
Спектральна серія — набір спектральних ліній, які випромінюються при переході електронів з будь-якого з вище розташованих термів на рівень, що лежить нижче і є базовим для серії. Під час переходу електронів з цього рівня на будь-який вищий утворюється спектральна серія поглинання.
Максимальна частота (мінімальна довжина хвилі), яка випромінюється в серії, називається межею серії. За межею серії спектр стає неперервним.
Найкраще вивчено спектральні серії водню, гелію й лужних металів. Для багатоелектронних оболонок аналітичний опис термів дуже складний.